# Associazione donatori midollo osseo
L'Associazione donatori midollo osseo è un'associazione che sensibilizza la popolazione ad iscriversi al Registro italiano donatori midollo osseo (internazionalmente noto come IBMDR - Italian Bone Marrow Donor Registry) istituito dalla Legge 52 del marzo 2001 quale unica struttura a livello nazionale, che detiene l'archivio dei potenziali donatori di midollo osseo.
Fondata nel 1990 a Milano da Renato Picardi, l'associazione ha lo scopo di raccogliere le disponibilità dei donatori, oltre a quella di far conoscere al pubblico la possibilità di curare malattie quali la leucemia e le neoplasie del sangue tramite il trapianto di midollo osseo. 
Qualunque cittadino può decidere di iscriversi all'Associazione, mentre se si desidera iscriversi come potenziale donatore al Registro Italiano donatori di midollo osseo è necessario rispondere ai requisiti di eleggibilità previsti dalla normativa nazionale. Solo iscrivendosi all'IBMDR si entra nella lista dei potenziali donatori di midollo osseo.
In particolare la donazione avviene tramite il prelievo di cellule staminali ematopoietiche, cellule che hanno la capacità di differenziarsi e produrre le cellule che costituiscono il sangue.
Sebbene la probabilità di trovare un donatore "geneticamente" compatibile sia molto più elevata tra consanguinei che tra sconosciuti, la tipizzazione tissutale di un gran numero di potenziali donatori rende possibile il successo della ricerca della compatibilità anche con persone prive di legami di parentela.
L'associazione collabora con il Registro italiano donatori midollo osseo presso l'ospedale Galliera di Genova che, collegato ad analoghi registri di altri 39 paesi, permette la ricerca di potenziali donatori al di fuori del territorio nazionale. Questo collegamento permette anche di trovare donatori italiani per malati stranieri.
Una volta accertata la compatibilità del donatore con un paziente ricevente il prelievo può avvenire in due modi:
- prelievo di sangue midollare dalla creste iliache superiori;
- raccolta dal sangue delle cellule staminali ematopoietiche attraverso separazione.

La scelta del metodo di donazione dipende dalle necessità del paziente e dalla disponibilità del donatore.

## L'associazione

### Dimensione
A fine 2017, il numero totale di donatori iscritti nel Registro Nazionale IBMDR è di 392 873, sempre nel 2017 il numero di donatori è aumentato di 25 010 unità. Il numero di donazioni di midollo effettuate, sempre per l'anno 2017, è di 225 mentre il numero di donazioni di midollo effettuate dalla fondazione di IBMDR è di 3 872.

### Organizzazione interna
L'Associazione donatori di midollo osseo si compone delle associazioni donatori di midollo osseo (ADMO) Regionali delle Province Autonome di Trento e Bolzano, regolate da uno statuto proprio conforme alle indicazioni della Federazione stessa, gestite da propri organi con delibere assembleari autonome.
Le ADMO Regionali hanno la rappresentanza della Federazione nella Regione in cui operano e si devono attenere alle delibere del Consiglio Nazionale.